# Андерлехт
Андерле́хт (нід. Anderlecht МФА: [ˈɑndərˌlɛçt] вимоваⓘ, фр. Anderlecht МФА: [ɑ̃dɛʁlɛkt]) — комуна в Бельгії, одна з дев'ятнадцяти комун, що утворюють Брюссельський столичний регіон. Андерлехт розташований в західній частині Брюссельської агломерації. Площа комуни — 17,74 км², населення — 107912 чоловік (2011).

## Назва
Вперше Андерлехт згадується під назвою Anderlech в одному з латинських текстів 1046 року. Назва Андерлехт перекладається як "низовина, заселена тими, що живуть біля води". За Середньовіччя існувало кілька варіантів написання назви населеного пункту.

## Географія
Андерлехт розташований в західній частині Брюссельського столичного регіону. Він межує з комунами Моленбек-Сен-Жан, Брюссель, Сен-Жіль, Форе Брюссельського столичного регіону і комунами Дрогенбос, Сінт-Пітерс-Леув, Ділбек Фламандського регіону.

## Історія
Розкопки, проведені на території Андерлехту, виявили тут залишки житла залізної доби та римської садиби 4 століття.
Розвиток Андерлехту в ранній період його історії був пов'язаний з культом святого Гвідо (950 - 1012), що жив в цих місцях. Сюди приходила велика кількість прочан. Офірування, залишені тут ними, дозволили перебудувати тутешню церкву святого Петра, збудовану 1078 року коштом Рейнілда (Reinilda) з Аа, представника одного впливогого роду герцогства Брабант. У 14 столітті на місці старої церкви було збудовано нову церкву святих Петра й Гвідо.
Андерлехт був однією з перших комун, де розпочиналася промислова революція в Бельгії. Перше промислове підприємство тут з'явилося 1790 року, це була текстильна фабрика. Перша парова машина в Андерлехті була встановлена на фабриці Я. Хухардена (J. F. Hoegarden) 1825 року. Андерлехт був найбільш розвиненою комуною у передмісті Брюсселя. Вулиці тут були бруковані. В комуні були розвинені як сільське господарство, так і промисловість, включаючи теслярські майстерні, металургійний завод тощо. На розвиток комуни спияло зокрема будівництво каналу Брюссель — Шарлеруа 1832 року. Разом з каналом у Андерлехті було збудовано багато фабрик і майстерень.   Урбанизація відбувалася особливо швидко наприкінці 19 століття. Тоді тут було чимало ситцевих і стеаринових фабрик, бліхарень і фарбувалень, королівська ветеринарна школа.

Андерлехт на карті Брюссельського столичного регіону.

## Населення
- 1831 рік - 5510 осіб,[6]
- 1876 рік - 18615 осіб,[8]
- 1930 рік - близько 80000 осіб.[6]

| Рік | 1990  | 1995  | 2000  | 2005  | 2007  | 2008  | 2009   | 2010   | 2011   |
| --- | ----- | ----- | ----- | ----- | ----- | ----- | ------ | ------ | ------ |
| Населення | 89231 | 87920 | 87812 | 93808 | 97601 | 99085 | 101371 | 104647 | 107912 |
| Джерело: Населення Бельгії у 1990-2011 роках. на сайті Головної дирекції статистики і економічної інформації уряду Бельгії. |       |       |       |       |       |       |        |        |        |

В комуні за даними на 1 січня 2011 року проживало 107912 людей, з яких 77323 людей (71,65 %)  були бельгійського походження і 30589 (28,35 %) - іноземцями, з яких 17318 людей походили з країн Євросоюзу, 13271 людина - з інших країн світу. З всіх іноземців 55 людей мали статус політичних біженців.
| Албанія | н. д. | н. д. | н. д. | н. д. | н. д. | 240    |
| Алжир | 228   | 190   | 213   | 221   | 225   | 346    |
| Бельгія | 66312 | 70532 | 71376 | 72392 | 73547 | 77323  |
| Болгарія | н. д. | н. д. | н. д. | 79    | 113   | 443    |
| Бразилія | 33    | 73    | 70    | 81    | 122   | 240    |
| Гвінея | н. д. | н. д. | н. д. | н. д. | н. д. | 403    |
| Греція | 1114  | 1046  | 1028  | 968   | 965   | 782    |
| Дем. Респ. Конго | 452   | 602   | 641   | 619   | 631   | 999    |
| Іспанія | 2576  | 2424  | 2375  | 2285  | 2206  | 2321   |
| Італія | 3821  | 3727  | 3672  | 3598  | 3523  | 3284   |
| Марокко | 7204  | 5567  | 5364  | 5333  | 5369  | 5539   |
| Камерун | 167   | 197   | 227   | 244   | 300   | 583    |
| Китай | 61    | 69    | 78    | 88    | 115   | 214    |
| Нігер | н. д. | н. д. | н. д. | н. д. | н. д. | 251    |
| Нідерланди | 207   | 212   | 227   | 248   | 287   | 427    |
| Пакистан | 97    | 134   | 149   | 219   | 273   | 396    |
| Польща | 142   | 384   | 486   | 683   | 895   | 2530   |
| Португалія | 1375  | 1478  | 1542  | 1601  | 1635  | 2061   |
| Руанда | н. д. | н. д. | н. д. | н. д. | н. д. | 202    |
| Румунія | 35    | 105   | 143   | 194   | 380   | 2777   |
| Туреччина | 1225  | 903   | 799   | 691   | 727   | 655    |
| Україна | н. д. | н. д. | н. д. | н. д. | н. д. | 87     |
| Франція | 1767  | 1764  | 1783  | 1719  | 1808  | 2255   |
| Інші | 2006  | 2352  | 2582  | 2545  | 2890  | 3554   |
| Разом | 88822 | 91759 | 92755 | 93808 | 96011 | 107912 |
| Примітки. 1. н. д. - немає данних. 2. В таблиці окрім України представлені лише ті країни, кількість вихідців з яких в населенні комуни станом на 2011 рік становила понад 200 осіб. |       |       |       |       |       |        |

## Уродженці
- Філіпп Тис (фр. Philippe Thys) – бельгійський велосипедист, перший триразовий переможець Тур де Франс.

## Політика
| Партія                                        | 8.10.2006 | 8.10.2006       | 14.10.2012 | 14.10.2012      |
| Партія                                        | %         | Кількість місць | %          | Кількість місць |
| --------------------------------------------- | --------- | --------------- | ---------- | --------------- |
| Список бургомістра                            | 34,86     | 18              | 26,14      | 14              |
| Блок партій СП (Валлонії), СП (Фландрії), ГДЦ | 33,44     | 17              | 36,77      | 21              |
| Новий фламандський альянс                     | -         | -               | 5,07       | 2               |
| Франкофонні демократи-федералісти             | -         | -               | 7,85       | 3               |
| Еколо                                         | 10,68     | 4               | -          | -               |
| Еколо-Зелені!                                 | -         | -               | 11,35      | 5               |
| Національний фронт                            | 3,92      | 1               | -          | -               |
| Іслам                                         | -         | -               | 4,13       | 1               |
| Фламандський інтерес                          | 7,94      | 3               | 3,66       | 1               |
| Anderl'2007                                   | 6,07      | 2               | -          | -               |
| Belg-Unie                                     | -         | -               | 0,86       | 0               |
| Рівність                                      | -         | -               | 1,86       | 0               |
| Ліві комуни                                   | -         | -               | 0,62       | -               |
| PJM                                           | 2,7       | 0               | -          | -               |
| Робітнича партія Бельгії                      | -         | -               | 1,69       | 0               |
| UNIE                                          | 0,38      | 0               | -          | -               |

14 жовтня 2012 року в Бельгії пройшли муніципальні вибори. За їх результатами  новим бургомістром (мером)  Андерлехту став Ерік Томас    (фр. Éric Tomas, нід. Éric Tomas), представник Соціалістичної партії (Валлонії), заступивши на цій посаді Гаетана Ван Гоідсенховена (фр. Gaëtan Van Goidsenhoven), представника Реформаторського руху, який був бургомістром з 2007 року. На виборах також було обрано склад місцевої ради. Розподіл голосів виборців і відповідно місць у міській раді виявилися такими: блок СП (Валлонії),  СП (Фландрії),  ГДЦ - 36,77 % голосів і 21 місце в міській раді, Реформаторський рух -  26,14 % голосів і 14 місць, блок парій Еколо-Зелені! - 11,37 % і 5 місць, Франкофоні демократи-федералісти - 7,85 % і 3 місця, Новий фламандський альянс - 5,07 % і 2 місця, партія "Іслам" - 4,13 % і 1 місце, Фламандський інтерес - 3,66 % і 1 місце. Інші партії, що брали участь у виборах, однак не пройшли у міську раду, набрали таку кількість голосів: Робітнича партія Бельгії - 1,69 %, Ліві комуни - 0,62 %, Рівність (Egalité) - 1,86, Бельгійський союз - 0,86 %. Міська рада розпочала роботу 3 грудня 2012 року.
Представник партії "Іслам" Редуан Аруш, ставши членом міської ради Андерлехту, вислов у листопаді 2012 року думку про можливість у довгостроковій перспективі перетворення  Бельгії на ісламську державу.

## Спорт
Комуна Андерлехт найбільш відома своїм футбольним клубом Андерлехт, що є багаторазовим чемпіоном Бельгії та п’ятикратним переможцем європейських кубкових турнірів.

## Цікаві місця
- Церква Святого Петра і Святого Гвідо (нід. Sint-Pieter-en-Sint-Guidokerk[nl]) – старовинна колегіальна церква. Перша церква на її місці, церква Святого Петра, була збудована 1078 року, можливо, у романському стилі. Її було збудовано коштом Рейнілда (Reinilda) з Аа, представника одного з впливових родів Брабанту.  Сучасна церква побудована у період з 1350 по 1527 рік на місці першої. Вона побудована у готичному стилі. Під час Французької революції і перебування сучасної Бельгії під владою Франції священна колегія церкви була розпущена. У 1843 – 1847 роках церкву було реставровано.
- Будинок Еразма – будинок, у якому 1521 році зупинявся відомий нідерландський письменник-гуманіст Еразм Роттердамський. Тепр в будинку рзміщено музей Еразма Роттердамського.
- Будинок бегінок – будинок общини бегінок, заснованої 1252 року. Сучасні будівлі господарства відносяться до 1634 року. Тут розташований музей.

## Галерея

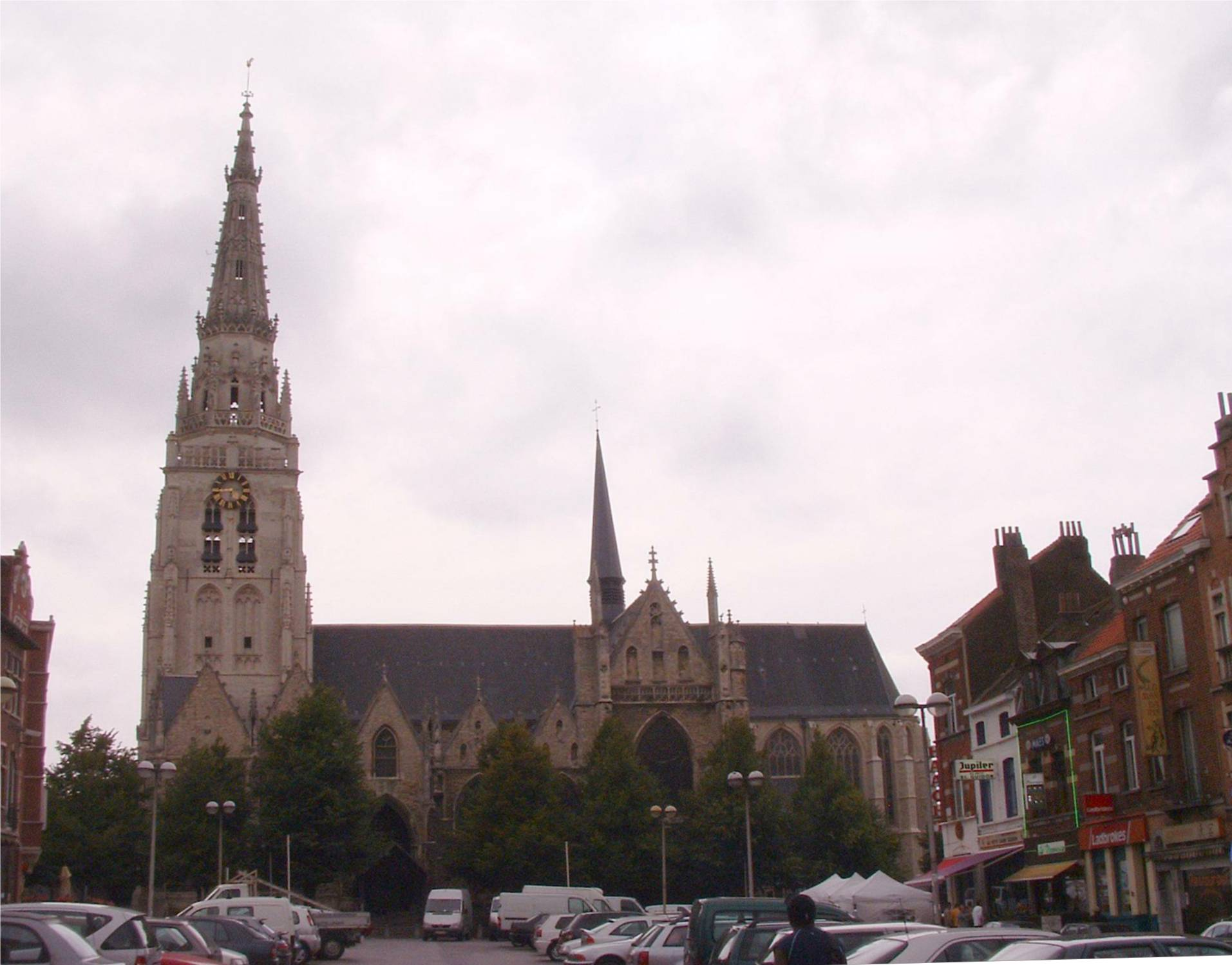
Церква Святого Петра і Святого Гвідо.
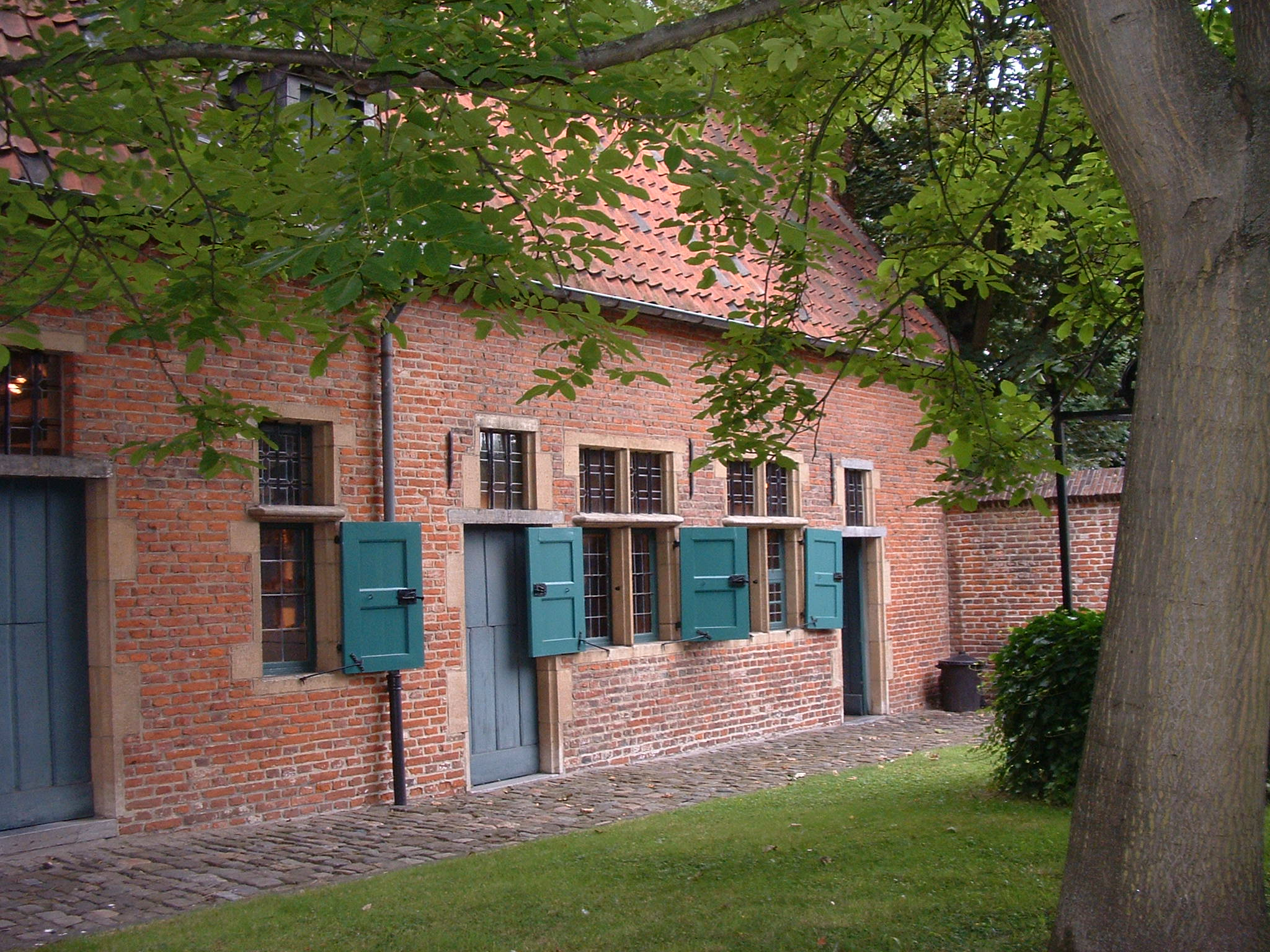
Будинок бегінок.
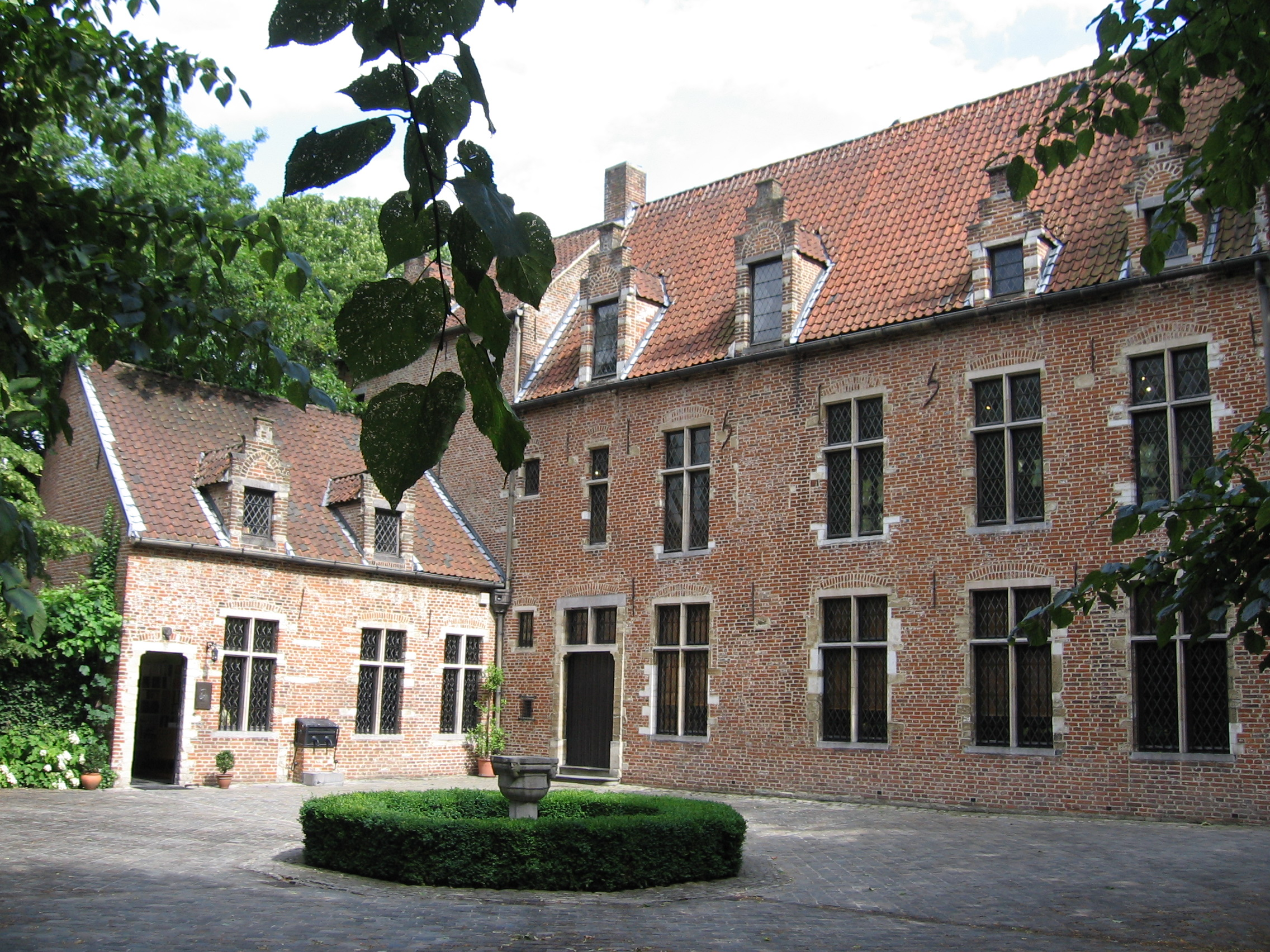
Будинок Еразма.